# Amas globulaire de la Boussole
Pour les articles homonymes, voir Boussole.
L'amas globulaire de la Boussole est un amas globulaire de la constellation de la Boussole. Il se situe à environ 130 000 années-lumière de la Terre et à environ 133 000 années-lumière du centre de la Voie lactée, une distance à laquelle on ne pensait pas auparavant y avoir des amas globulaires. Il a environ 13,3 ± 1,3 milliards d'années. Découvert en 1995 par l'astronome Ronald Weinberger alors qu'il cherchait des nébuleuses planétaires, il se trouve dans le halo galactique. Michael J. Irwin et ses collègues ont noté qu'il semble se trouver sur le même plan que le Grand Nuage de Magellan et ont évoqué la possibilité qu'il pourrait être un objet échappé de cette galaxie. 